# Јамуна
Јамуна (хинди यमुना, урду جمنا, енгл. Yamuna) је највећа притока реке Ганг у северној Индији. Извире код глечера Јамунотри на висини од 6.387 метара, у Хималајима у држави Утарханд. Ток јој је дуг 1.376 km, док слив има површину од 366.223 км². То чини 40,2% површине басена реке Ганг. Јамуна се улива у Ганг код града Алахабад.
Од воде реке Јамуна зависи живот око 57 милиона људи. Годишњи проток реке је 10.000 милијарди кубних метара, од чега се искоришћава 4.400 милијарди кубних метара (96% за наводњавање). Јамуна обезбеђује 70% потреба за водом Делхија. Воде реке Јамуна су прилично чисте у првих 375 km тока до града Вазирабад. Одатле, па до ушћа, река је озбиљно упрљана канализацијом, отпадом, ерозијом и спирањем ђубрива и других хемијских средстава.
Као и река Ганг, река Јамуна се код хиндуиста поштује као божанство (богиња Јамуна). По митологији она је кћи бога Сунца Сурје и сестра бога смрти Јаме.
Река пресеца неколико држава: Харијану и Утар Прадеш, пролазећи поред Утараканда и касније Делхија, и на путу сусрећући своје притоке, укључујући Тонс, Чамбал, своју најдужу притоку која има свој велики басен, а затим следе Синд, Бетва и Кен. Из Утараканда, река се прелази у државу Химачал Прадеш. Након што прође Паонта Сахиб, Јамуна тече дуж границе Харијане и Утар Прадеша и након изласка из Харијане наставља да тече све док се не споји са реком Ганг код Сангама или Прајага у Алахбаду (Утар Прадеш). Она помаже у стварању високо плодног алувијалног региона Ганг-Јамуна Доаб између себе и Ганга у Индо-ганшкој равници.
Квалитет воде у Горњој Јамуни, како се зове 375 km (233 mi) дугачак део Јамуне од свог настанка у Јамунотрију до Окла бараже, је „прилично доброг квалитета“ до Вазирабад бараже у Делхију. Испод овога, испуштање отпадних вода у Делхију кроз 15 одвода између баража Вазирабад и бараже Окла чини реку озбиљно загађеном. Од Вазирабад до Окла бараже, 22 km (14 mi) дуга деоница Јамуне у Делхију, је мање од 2% укупне њене дужине, али чини скоро 80% укупног загађења у реци, 22 од 35 постројења за пречишћавање отпадних вода у Делхију не испуњавају стандарде за отпадне воде које је прописао Комитет за контролу загађења Делхија (DPCC). Постоје четири главна узрока загађења Јамуне у Делхију: лош квалитет воде коју испуштају постројења за пречишћавање отпадних вода, домаћинства и општинске депоније, ерозија земљишта која је резултат крчења шума која је настала да би се направила места за пољопривреду, и резултирајуће хемијско испирање од ђубрива, хербицида, пестициде и отпадне воде са комерцијалних активности и индустријских локација. Један званичник описао је реку као „канализациони одвод“ са вредностима биохемијске потражње кисеоника (BOD) у распону од 14 до 28 mg/L и високим садржајем колиформа.

## Загађење
Године 1909, воде Јамуне су се разликовале као бистро плаве, у поређењу са муљно жутим Гангом. Међутим, због популационог раста велике густине и брзе индустријализације, Јамуна је постала једна од најзагађенијих река на свету. Јамуна је посебно загађена низводно од Њу Делхија, главног града Индије, који испушта око 58% свог отпада у реку. Једна студија из 2016. показује да постоји 100% урбани метаболизам реке Јамуне док она пролази кроз Националну територију главног града (NCT) Делхи. Највише загађења долази из Вазирабада, одакле Јамуна улази у Делхи.

### Узроци
Вазирабадски бараж до Њу Окла баража, „22 km деонице Јамуне у Делхију, мање је од 2% укупне дужине Јамуне, али чини скоро 80% укупног загађења у реци“, 22 од 35 постројења за пречишћавање отпадних вода у Делхију не испуњавају стандарде за отпадне воде које је прописао Комитет за контролу загађења Делхија (DPCC), тако да су непречишћена отпадна вода и лош квалитет воде која се испушта из постројења за пречишћавање отпадних вода главни разлози. Од 2019. године, река прима 800 милиона литара углавном непречишћене отпадне воде и додатних 44 милиона литара индустријских отпадних вода сваког дана, од којих се верује да је само 35 процената отпадних вода испуштених у реку пречишћено. Године 1994, државе Утараканд, Химачал Прадеш, Утар Прадеш, Харијана, Раџастан и Делхи склопиле су споразум о подели воде који би требало да буде ревидиран 2025. Да би се постигао квалитет воде погодан за купање (BOD<3 mg/L и DO>5 mg/L) био би потребан већи проток воде у реци. Једна студија је препоручила да се 23 m3 (23.000 l; 5.100 imp gal) воде у секунди треба испустити из Хатни Кунд баража током сезоне ниског водостаја како би се обезбедио минимални еколошки проток у Јамуни.
Да би се решило загађење река, Министарство за животну средину и шуме (MoEF) предузело је мере у 12 градова Харијане, 8 градова Утар Прадеша и Делхија, у складу са Акционим планом Јамуне (YAP) који се од 1993. године спроводи од стране MoEF Националне дирекције за очување река (NRCD). Јапанска банка за међународну сарадњу учествује у YAP-у у 15 градова (осим 6 градова Харијане који су касније укључени у упутства Врховног суда Индије) уз помоћ повољних зајмова од 17,773 милијарди јапанских јена (што одговара око ₹700 крора [7 милијарди рупија]), док влада Индије обезбеђује средства за преосталих 6 градова. У 2007. години, предвиђало се да ће планови индијске владе за поправку канализационих водова побољшати квалитет воде реке за 90% до 2010. године.
У оквиру YAP- III шеме, ново постројење за пречишћавање отпадних вода гради се у највећем таквом постројењу у Индији од стране Делхи Џал Борда (DJB). Предвиђа се да ће постројење бити у стању да пречишћава 124 милиона галона отпадних вода дневно, што представља дневно уклањање 41.200 kg органских загађивача, као и 61.600 kg чврстих материја.
Последња баража преко реке Јамуна је баража Матура код Гокула за снабдевање питком водом. Низводно од ове бараже, изграђене су многе пумпне станице које напајају речну воду за потребе наводњавања. Ове пумпне станице се налазе у близини Патеора Данда 25° 55′ 09″ N 80° 13′ 27″ E / 25.91917° С; 80.22417° И, Самгара 25° 41′ 13″ N 80° 46′ 27″ E / 25.68694° С; 80.77417° И, Ејнџија 25° 43′ 35″ N 80° 49′ 33″ E / 25.72639° С; 80.82583° И, Билас Кадра 25° 31′ 35″ N 81° 02′ 43″ E / 25.52639° С; 81.04528° И, и Самарија 25° 27′ 19″ N 81° 11′ 43″ E / 25.45528° С; 81.19528° И. Исцрпљивање доњих токова токова реке током ванмонсунских месеци овим пумпама погоршава загађење реке од Матуре до Алахабада у недостатку адекватне свеже воде која би разблажила загађену дренажу из насеља и индустрије.
Влада Уније је 2009. године објавила Лок сабхи (Индијском парламенту) неуспех Акционог плана Ганга и YAP-а, изјавивши да „реке Ганг и Јамуна нису ништа чистије него пре две деценије“ упркос томе што је потрошила преко ₹1.700 крора (17 милијарди рупија) за контролу загађења. Према званичнику Центра за науку и животну средину (CSE), ови планови су усвојили Модел Темзе, заснован на централизованом систему за пречишћавање отпадних вода. То је значило да је за управљање постројењима за пречишћавање била потребна огромна сума новца и 24-часовно напајање, док је било доступно само 8-часовно напајање, што је допринело неуспеху.
У августу 2009. Одбор Делхи Џал (DJB) покренуо је свој план за оживљавање 22 km (14 mi) деонице Јамуне у Делхију изградњом система пресретачке канализације, по цени од око 1.800 крора (18 милијарди рупија).